# Sporting Club de Mazagan
Maillots
Le Sporting Club de Mazagan (en arabe : نادي سبورتينغ مازاگان), plus couramment abrégé en SC Mazagan, est un ancien club marocain de football, fondé en 1925 à Mazagan en Empire chérifien et disparu en 1956 après la fusion avec les autres club de la ville pour former le nouveau club Difaâ Hassani d'El Jadida, il a été basé dans la ville d'El Jadida.

## Histoire
Dans les années 1920, le développement des associations sportives scolaires fait naître les premiers clubs de sport au Maroc. Alors sous protectorat français, les clubs de sport marocains sont principalement réservés aux Européens. A Mazagan, l'association sportive scolaire s'appelle le Sporting Club de Mazagan. Le club est présidé par M. Yvars, policier de profession et les recrues sont locales.
En 1952, les responsables du club tentent de l'inscrire au championnat de la ligue du Maroc sous le nom de Difâa Club Africain (D.C.A). Cette demande est mal-reçue par les autorités sportives marocaines qui la voit comme un symbole d'émancipation de la jeunesse marocaine, et impose des conditions difficiles visant à décourager la demande du club. Les responsables du SCM s'en réfèrent alors à la fédération française de football qui accepte un assouplissement des conditions d'entrée (dont le changement de nom, Difâa Club Athlétique).
En 1953, à la suite de l'exil de Mohamed Ben Youssef, le club gèle ses activités. En décembre 1955, le club fusionne avec le Hassania pour créer le Difâa Hassani Jadidi Athletic Club.

## Palmarès
- Botola Amateurs1 (1)
  - Champion : 1935

- Botola Pro2
  - Vice-champion : 1948